# WV22
WV22 es una tumba egipcia de la necrópolis popularmente conocida como Valle de los Monos, considerado el vecino y el gemelo en dimensiones, geología y funciones, del Valle de los Reyes, también situado en la orilla oeste del Nilo, a la altura de la moderna ciudad de Luxor. Su ocupante es el séptimo faraón de la dinastía XVIII, Amenhotep III, que disfrutó de uno de los reinados más prósperos de la historia egipcia.

## Marco histórico
Coronado a los doce años como rey Nebmaatra Amenhotep-Heqauaset, Amenhotep III gozó de un largo reinado, de 1401 a 1363 a. C., aproximadamente. Aunque se suele tener de él la idea de un rey demasiado preocupado por la caza y otros placeres personales, lo cierto es que bajo su mandato el país llegó a la cumbre de su apogeo y al periodo de mayor riqueza y estabilidad interna y externa. La presencia de grandes trabajadores en la corte como el genial Amenhotep, hijo de Hapu o las alianzas matrimoniales con las potencias de Mitani o Babilonia hicieron vivir a las Dos Tierras una dulce edad dorada.
Si bien es cierto que se declaró hijo del dios Amón y construyó enormes templos dedicados a él, subrepticiamente Amenhotep III continuó la senda trazada por su padre, Tutmosis IV, y comenzó a promocionar al mismo tiempo el culto solar. Así, creó la divinidad de Amón-Ra y también resucitó al dios halcón Atón, que en los años venideros jugaría un papel fundamental en el panorama nacional. Todo esto se explica por el inmenso poder con el que contaba el clero amoniano y las influencias que desplegaban en la propia corte, haciendo peligrar la figura del rey.
No se puede entender el reinado de Amenhotep III si pasamos por alto la figura de su primera gran esposa real, Tiy, una mujer poderosísima y con una fuerte determinación que, sin duda, jugó un papel vital en los 38 años de reinado de su marido. Quizás se deba a ella la introducción del culto a Atón en la corte real a finales del reinado de Amenhotep III, al mismo tiempo que declinaba la figura del sabio Amenhotep, hijo de Hapu, uno de los más fieles devotos de Amón. Cuando Amenhotep III murió, dejó un país en una situación muy insegura, al borde del abismo al que acabaría llegando Amenhotep IV (futuro Akenatón) por su beligerancia contra los otros dioses y su escaso interés por la política exterior. Con Amenhotep III, el Magnífico, daba fin una época que siempre sería recordada con nostalgia.

## Situación
Pese a que ya a partir de Tutmosis III se había generalizado la costumbre de que todo monarca fuera enterrado en el Valle de los Reyes, por causas desconocidas Tutmosis IV ordenó construir la tumba de su hijo, el futuro Amenhotep III, en el valle vecino, un enorme ramal situado al oeste y que hoy es conocido como Valle Occidental o Valle de los Monos (por las pinturas de estos animales halladas en WV23). Con este gesto parecía romperse una tradición que habían seguido al menos cinco de los seis antecesores más cercanos a Amenhotep III, y sus motivos siguen siendo un misterio.
Quizás la causa del traslado del Valle de los Reyes o Valle Oriental al Valle de los Monos o Valle Occidental fuese debido a medidas adicionales de seguridad, o a la falta de un emplazamiento idóneo a los ojos del faraón. Sea como fuere, es poco probable que en un principio WV22 estuviese destinada a Tutmosis IV y después fuese utilizada por Amenhotep III: aunque se ha hallado el nombre del primero en los depósitos de fundación, está demostrado que su enterramiento original fue KV43. El único y legítimo destinatario del sepulcro era el futuro Amenhotep III, que se encargó de agrandarlo y embellecerlo durante su largo reinado.
WV22 está situada lejos de todas las tumbas reales de la necrópolis tebana. El grueso de sepulcros, en el Valle Oriental, están a centenares de metros, mientras que las otras tumbas del Valle Occidental (WV23, WV24 y WV25) fueron construidas en las estribaciones meridionales, mientras que WV22 está a la entrada. El aislamiento de la tumba de Amenhotep III sería total de no ser por la existencia de una estructura que no sigue la numeración normal de tumbas, y es considerada un almacén próximo al lugar: WV A.
La planta de la tumba responde al modelo arquitectónico típico de los sepulcros reales de mediados de la dinastía XVIII; un modelo que precisamente no vuelve a aparecer por completo nunca más en la necrópolis. El diseño es sencillo de describir, y sobresale entre todas sus características el uso de un eje doblado en vez de uno recto (o ligeramente girado, típico de época ramésida). Al ser WV22 una tumba de dimensiones notables –la mayor del Valle de los Monos–, nos encontramos con todos los elementos imprescindibles y algunos agregados que hacen más rica y compleja la estructura del lugar.
Las primeras estancias son las mismas que las de las tumbas de los antecesores de Amenhotep III: una escalera de entrada (A), una rampa (B), una escalera más (C) y una nueva rampa (D) que desemboca en el pozo funerario (E). Éste tiene a su vez una cámara anexa, en un nivel inferior de la tumba (Ea). Tras el pozo llegamos a la sala de pilares (F), donde el eje de la tumba gira noventa grados y continúa a la izquierda, con una rampa (G) y una escalera (H), hasta llegar a una pequeña antesala (I). Finalmente, llegamos a la estancia más grande, la cámara sepulcral o cripta (J), con un primer nivel con seis pilares y, tras bajar unos pocos escalones, un segundo nivel donde reposarían el sarcófago y los vasos canopes del difunto. Esta gran sala tiene tres almacenes subsidiarios (Ja, Jd, Je), y otras dos habitaciones de gran tamaño con un pilar en medio de ambas (Jc, Jd). Estas dos salas tienen también sendos almacenes (Jcc, Jdd).

## Decoración
Aunque la tumba de Amenhotep III posee una decoración muy completa, desgraciadamente en el momento de su descubrimiento ya se encontraba en mal estado, y la llegada de los europeos no hizo más que empeorar la situación. Se llegaron a recortar del yeso algunas pinturas en un acto de atroz vandalismo –hoy expuestas en el Museo del Louvre–, y muchas otras se han descascarillado o se han agrietado considerablemente. Aun así, WV22 está situada a cierta altura y no ha sufrido las violentas inundaciones que tanto han castigado otras tumbas reales de periodos posteriores.
El programa decorativo es muy rico y aporta algunas novedades, como, por ejemplo, representar por primera vez la figura del ka real, o mostrar a la diosa Meretseger como una entidad separada de Hathor. Las pinturas de WV22, de habitación en habitación son:
- Tras los dos primeros corredores y escaleras completamente desnudos, ese el pozo (E) el que nos muestra las primeras pinturas de la tumba. En sus casi cuatro metros de altura se nos muestra, sobre un techo pintado con estrellas, al difunto rey y a su ka acompañado de deidades como Hathor, Nut, Meretseger, Osiris, Anubis y el ka de Tutmosis IV, quizás en señal de reconocimiento por su papel en los comienzos de construcción del lugar. La cámara del pozo (Ea) carece de pinturas.

- La siguiente habitación pintada es la antecámara (I), que tiene los mismos motivos en sus paredes y techo que el pozo funerario. Los dioses que acompañan a Amenhotep III son los mismos que habían aparecido con antelación, aunque ya no está el espíritu de padre del rey, Tutmosis IV. Las similitudes con la sala antes descrita son tales que vuelve a usarse el friso jejer, un motivo decorativo que se da en todas las habitaciones que constan de pintura.

- El peso de la decoración de WV22 recae principalmente sobre la cámara sepulcral, J. En ella por fin aparece un texto funerario muy utilizado entonces, el Libro del Amduat, y vuelve a repetir imágenes de Amenhotep III junto a los dioses antes mencionados. Las salas anexas carecen de decoración, pero es posible que las dos más grandes, Jb y Jc, tuviesen alguna programada, ya que en una de ellas se puede ver parte del friso jejer.

## Excavación
El descubrimiento oficial de WV22 fue realizado en 1799 por Prosper Jollois y Édouard de Villiers du Terrage, dos jóvenes ingenieros miembros de la expedición napoleónica, aunque es posible que el lugar ya fuese conocido por viajeros anteriores como W.G. Browne. Jollois y de Villiers únicamente recuperaron fragmentos del ajuar funerario del faraón -la tumba había sido saqueada ya en la antigüedad- y dado que los jeroglíficos aún no se habían descifrado, el nombre de su dueño era un misterio. La primera excavación concienzuda del lugar no sería hasta más de cien años después, bajo Howard Carter (existen menciones de uno anterior a cargo de Theodore Davis, pero no sabemos casi nada sobre él, y por las descripciones de Carter, el desescombro tuvo que ser muy parcial).
La actividad frenética del arqueólogo, sediento de encontrar objetos, le llevaron a descubrir numerosos restos del equipamiento funerario de Amenhotep III, además de figurillas ushebti y cajas a nombre de la reina Tiy y los depósitos de fundación de Tutmosis IV. Otros grandes hallazgos fueron parte de la rueda de un carro o los fragmentos de la caja de canopes y del sarcófago exterior de granito rojo. Las investigaciones parecen apuntar además a un enterramiento intruso, datado con alta probabilidad en la dinastía XX.
La expedición de la japonesa Waseda University en 1989, dirigida por Jiro Kondo y Sakuji Yoshimura, fue aún más completa que la de Carter y en la actualidad no ha acabado su labor. Se ha llevado a cabo un desescombro total de la tumba, y se han encontrado minúsculos objetos que fueron pasados por alto anteriormente. Sin embargo, la importancia que tiene el trabajo de Waseda es vital, pues se dedica sobre todo a la restauración y limpieza de las castigadas pinturas.
El exhaustivo trabajo de los japoneses apunta a que WV22 no estuvo destinada tan solo a Amenhotep III. La existencia de las dos grandes cámaras anexas Jb y Jc, con sendos almacenes laterales, parecen indicar la idea de al menos otros dos enterramientos adicionales, y la aparición de material a nombre de la esposa principal del rey no hace más que confirmar la hipótesis. Probablemente, Amenhotep III quiso descansar eternamente al lado de dos grandes esposas reales, Tiy y quizás Sitamón, la hija de ambos. Pese a esto, es conocido que el monarca falleció antes que estas dos damas, y que el enterramiento de Tiy se dispuso en Tell el-Amarna bajo el reinado de Akenatón. En cuanto a Sitamón, no existe mención alguna a su nombre en WV22 o en las proximidades, y sin dudas tampoco llegó a ser enterrada junto a su padre y esposo.

## La momia real
Probablemente la historia de WV22 y de la momia de su propietario haya sido una de las más accidentadas del Valle. Desconocemos el número y el momento de los robos que sufrió el lugar, pero parece ser que el lugar había sido saqueado en época ramésida. El inmenso tesoro del rey más rico de la Edad del Bronce fue brutalmente expoliado, llegando a correr un gran peligro el cadáver real, al ser arrancada la máscara de oro y las joyas y amuletos con gran brutalidad.
Así, no es de extrañar que la momia de Amenhotep III sea una de las que más han sufrido en estos tres mil quinientos años de historia. Fue puesta a salvo durante la dinastía XXI en el escondite de KV35, la tumba del abuelo del difunto, Amenhotep II. Y allí fue hallada siglos después, y parcialmente desenvuelta, observando su lamentable estado. La cabeza había sido arrancada del resto del cuerpo, y la espalda estaba rota. Todas las costillas estaban quebradas, y más que una momia el cuerpo parecía un esqueleto. La insólita forma de vendar el cuerpo también llamó la atención de los expertos, y quizás fuera realizada siguiendo algún canon promulgado por Akenatón, quien aportaría cambios radicales en todas las parcelas de la vida egipcia.
Actualmente, y junto con la mayoría de los faraones del Imperio Nuevo, la momia del grandioso Amenhotep III se halla en el Museo de El Cairo, pero sigue siendo una de las peor conocidas. Incluso se llegó a dudar de su identificación, ya que fue hallado en un ataúd de madera a nombre de Ramsés III. En la actualidad, tras un análisis de ADN en 2010, parece no haber dudas sobre que la momia problema es Amenhotep III, el Magnífico, rescatado por los sacerdotes de Amón y puesto a salvo junto con las momias de su abuelo, de su padre y de su esposa principal, Tiy.
Sobre el paradero de la momia de Tiy, consultar el artículo de KV55. 